# Josef Müller (hudebník)
Josef Müller (17. února 1817 Rynholec u Rakovníka – 16. července 1885 Praha) byl český varhaník, hudební skladatel a hudební pedagog.

## Životopis
Po studiích na Pražské varhanické škole v letech 1836–1837 se stal učitelem hudby a pro svůj velký talent od roku 1862 také kůrovým varhaníkem na významném místě v kostele svatého Mikuláše na Malé Straněv Praze , kde setrval přes dvacet let. Vedle své koncertní činnosti byl však i pilným skladatelem, a kromě skladeb pro varhany napsal i Mši D-Dur a řadu dalších drobnějších liturgických skladeb, z nichž mnoho vyšlo tiskem v renomovaných nakladatelstvích své doby. Taktéž publikoval několik teoretických článků o hře na varhany v hudebních časopisech.

## Dílo
- Pange lingua (před 1834)
- Mše D-dur (1854)
- Pastorální skladby pro varhany
- Hlas varhan
- Noční píseň poutníka (1856)

Četné litanie, offertoria, árie a další drobnější chrámové skladby.